# بيتر إتش توماس
بيتر إتش توماس هو شخصية أعمال كندي، ولد في 14 سبتمبر 1938.